# کاوریتی
کاوریتی (انگلیسی: Coverity) شرکت نرم‌افزار آمریکایی است، که در سال ۲۰۰۲ تأسیس شد.